# 约翰州立博物馆
约翰州立博物馆（Universalmuseum Joanneum；Landesmuseum Joanneum）是一个多学科博物馆，主题领域包括考古学、地质学、古生物学、矿物学、植物学、动物学、历史和艺术等，设在奥地利施蒂里亚格拉茨, 施泰因茨, 特劳滕费尔斯和瓦格纳的12个地点。

## 历史
它由约翰大公建立于1811年，是奥地利最古老的博物馆 今天，约翰州立博物馆是中欧最大的同类博物馆，拥有450万件藏品。在奥地利所有博物馆中规模仅次于维也纳艺术史博物馆。 2009年9月10日正式更名为约翰州立博物馆。 

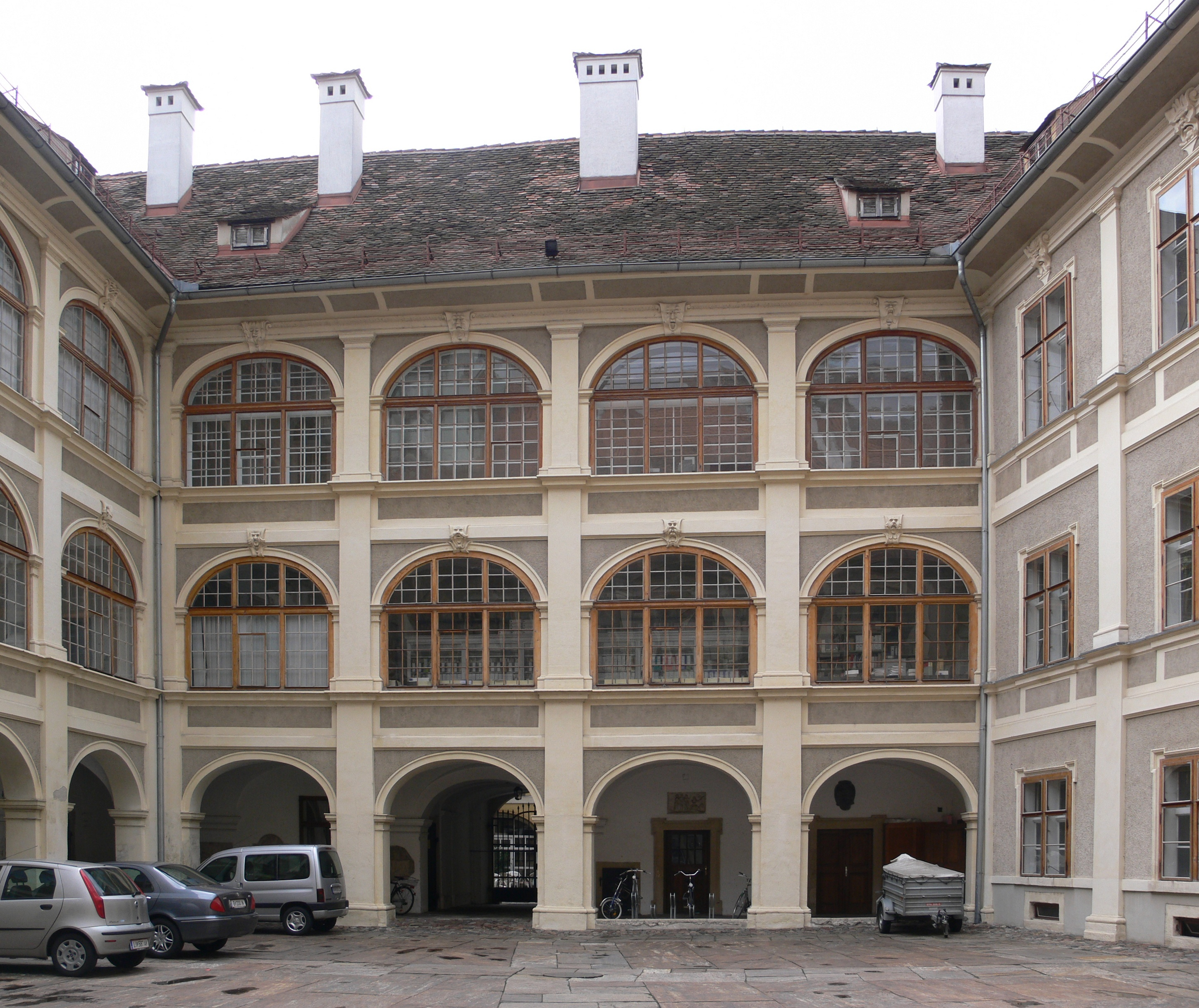
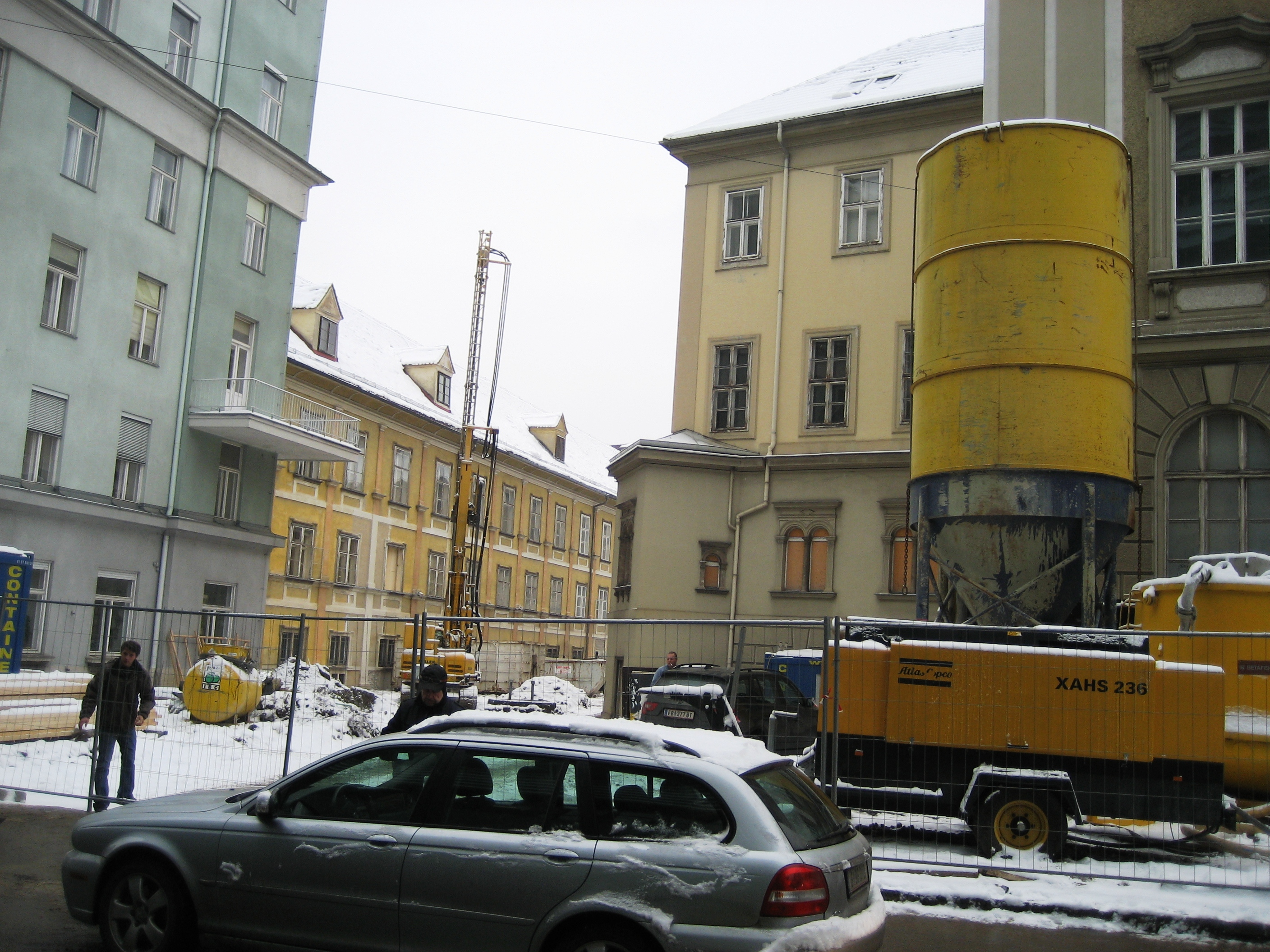
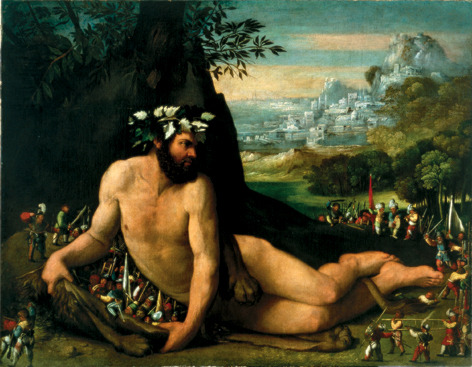